# Бороздна-Стромилова, Любовь Степановна
Любовь Степановна Бороздна-Стромилова (4 февраля 1813 года, Москва — 11 сентября 1894 года, село Субботино) — одна из первых художниц в Российской Империи, ученица Василия Тропинина и Карла Брюллова, жена поэта и переводчика Ивана Петровича Бороздны.

## Биография
Корни художницы уходят в XV—XVI века. Ее прадедами и прабабушками с разных сторон были потомственные дворяне Степан Данилович Стромилов (?—1785) и Евдокия Васильевна (Непеина), Петр Александрович Смирнов (?—1783) и Анна Петровна (Черторыжская) (?1—798), Дмитрий Онисимович Березников (?—1782) и Фиона Дмитриевна (Трескина) (?—1815). Дочь Смирновых Елизавета Петровна (?—1796) вышла замуж за полковника Алексея Дмитриевича Березникова. При родах она скончалась. Воспитанием девочки занимались бабушки Анна Петровна и Фиона Дмитриевна.
Алексей Березников рано выдал дочь, которую назвали Александрой, замуж за подпоручика Степана Александровича  Стромилова (1786-1838), состоятельного дворянина Владимирской губернии. Первые роды в 1812 году закончились для Александры Алексеевны (1796—1859) трагически: немного прожив, малышка умерла. Вторую дочь Стромиловы назвали в честь первой — Любой.
По свидетельству младшей сестры художницы Марии, Любонька «с самого детства выказывала врожденную склонность к живописи; вместо того, чтобы играть в куколки, она чертила карандашом маленькие фигурки». Заботливая мама наняла дочери домашнего учителя рисования некоего «Цвиленева». Люба также брала частные уроки у хорошего знакомого семьи художника Филиппа Берже (1783—1867) и Василия Тропинина (1776-1857), который «закончил труды Цвиленева». Известен рисунок Любы «Мальчик с топориком», сделанный с картины мастера того же названия 1810 года. В 1831 году Тропинин написал портрет своей талантливой ученицы, который ныне находится в Национальном музее русского  искусства в Киеве. Художница держит в руках кисть и палитру, как бы отстаивая своё женское право на сопричастность к художественному творчеству.
В январе 1832 года мать увезла дочек в Санкт-Петербург, где Люба работала в залах Эрмитажа, копируя картины известных европейских художников, в частности «Семейный портрет» Ван Дейка. Известен также ее рисунок с картины Рембрандта «Портрет польского шляхтича», который ныне находится в Вашингтонской Национальной галерее.
В 1835 году, после долгого путешествия по городам Европы (Кенигсберг, Варшава, Берлин, Париж, в последнем Люба брала уроки у немецко-французского живописца, работавшего  и учившегося в России, Шарля (Карла) Штейбена (1788-1856), Стромиловы оказались в Риме. Здесь Александра Алексеевна, через  Ф. Берже, передала Карлу Брюллову просьбу давать уроки её дочери. Художник отказал. На следующий день А.А. Стромилова сама пришла в мастерскую художника и показала ему альбом с рисунками дочери. Брюллову понравилось увиденное и он согласился преподавать Любе художественное мастерство.
К.П. Брюллов посещал Стромиловых «без назначения дня и часа, как свой. Бывало, сидит и чертит карандашом эскизы, и все толкует и поясняет… Иногда, сидя возле своей ученицы во время её работы масляными красками, он брал кисть и тут же на практике показывал, что и как надо было исполнить», — писал мемуарист.
Итогом учебы Любы у великого мастера стал великолепный портрет сестры Марии,  которая в это время училась музыке в Европе. Долгое время портрет считался работой кисти Карла Брюллова, изобразившего свою ученицу-художницу — Л. С. Стромилову. На самом же деле, художник только поправил работу своей ученицы (написал ветку дерева и коричневую перчатку на руке девушки) и поставил рядом с ее подписью свою. В середине XX века после проведенной сравнительной экспертизы выяснилось, что на нем изображена сестра художницы — Мария Степановна Стромилова (Воейкова). Немаловажную роль в установлении авторства сыграл сборник  «Из воспоминаний» М.С. Воейковой, составленный в 1931 году ее внуком,  художником П.Ф.Вимпфеном. В настоящее время портрет хранится в собрании Самарского областного художественного музея.
Основным жанром в творчестве художника Л. С. Стромиловой—Бороздны был акварельный портрет, реже — рисунки в смешанной технике. Известные её работы: «Девушка у окна», «Крестьянин в меховой шапке», «Доктор Г. Я. Высоцкий»,  «А. Ф. Гамсон», «Портрет К. П. Брюллова», «Художник К. И. Рабус», «П. А. Смирнов», «И. П. Бороздна», «Н. А. Васильева», «М. Н. Загоскин».
2 апреля 1837 года Любовь Стромилова вышла замуж за малороссиянина вдовца, поэта Ивана Петровича Бороздну. Приданым за ней было «родовых Тульской и Владимирской губерний 387 душ и около 400 десятин земли». Иван Петрович купил собственный дом в Москве, но не забывал и про усадьбу Медвёдово — хозяйство и служба по выборам требовали его наездов в Черниговщину. Любовь Степановна бывала в родовом имении супруга, известны ее карандашные зарисовки усадьбы: экстерьер и интерьеры отдельных помещений. Семейная жизнь не сложилась и в 1843 году супруги, не разводясь, разъехались «вследствие адюльтера с его прислугой». Детей у них не было. Своей второй жене Бороздна  посвятил стихотворение «К Любови Бороздне», написанное 27 марта 1838 года: «Когда в последний раз Вы пели Романсы томные мои…».
Любовь Степановна вела активную светскую и творческую жизнь, путешествовала по Европе, являлась членом Московского общества любителей художеств. «Второе пришествие» Любы в Петербург состоялось в январе 1845 года. Здесь она окунулась в художественно-театральную жизнь, продолжила знакомство с художником Марковым.
В конце жизни Л. С. Бороздна-Стромилова жила в имении родной сестры, усадьбе Субботино Московской губернии. Скончалась 11 сентября 1894 года, была похоронена в Даниловом монастыре рядом с матерью, Александрой Алексеевной Стромиловой.

## Наследие
Работы художницы представлены в музеях, в том числе Третьяковской галерее, Музее истории русской литературы имени В. И. Даля, Музее-заповеднике «Абрамцево», Самарском областном художественном музее, Бурятском художественном музее, Киевской картинной галерее, а также в собраниях частных лиц.
Архив художницы хранится в РГАЛИ и состоит из её воспоминаний («Рассказ из моей семейной хроники», «Исчезнувшие типы», «Из парижской жизни»), документов, писем и рисунков.

## Семья
- Сестра — Мария Степановна Воейкова (Стромилова) (1814—1904), жена (1843) действительного статского советника, полковника Петра Петровича Воейкова (1802-1871), командира лейб-гвардии гусарского полка, предводителя московского дворянства. Последняя владелица села Большое Кузьминское.
  - Племянница — Любовь Петровна фон Вимпфен (1844—?), замужем за Фёдором Владимировичем фон Вимпфеном (1844—1921, США).
    - внучатый племянник — Пётр Федорович Вимпфен (1869—1938), художник. Проживал в Москве, был активным членом «Центра защиты прав животных», вегетарианец. В 1938 — арестован, приговорен к высшей мере наказания и расстрелян[16].
    - внучатый племянник — Владимир Фёдорович фон Вимпфен епископ Леонтий фон Вимпфен (1873—1919), расстрелян.

  - Племянница — графиня Елизавета Петровна Крейц (Воейкова) (1852—1934, Бреславль), фрейлина императрицы Марии Александровны, первая дама комитета Российского общества Красного Креста. Замужем за графом Александром Александровичем Крейцем — действительным статским советником в звании камергера высочайшего двора (шталмейстера двора)[17]. 
    - Внучатая племянница — графиня Елизавета Александровна Буксгевден (Крейц) (1889—1979, Финляндия).
    - Внучатый племянник — граф Александр Александрович Крейц (1883—1948, Франция).
    - Внучатая племянница — графиня Анна Александровна Кронгельм (Крейц), (1880—1973, Ленинград), сестра милосердия при Гатчинском Городовом Госпитале.